# Joan Chamorro
Joan Chamorro (Barcelona, 24 de septiembre de 1962) es un músico y maestro español. Toca la familia de saxofones en su totalidad, el clarinete y el clarinete bajo, la flauta, la corneta y el contrabajo. Es el fundador y director de la Sant Andreu Jazz Band. Ha desarrollado su propio método de enseñanza. En 2012 recibió el premio Premis Altaveu.

## Biografía
Joan Chamorro estudio saxofón en el Conservatorio Municipal de Barcelona con Adolf Ventas. También se graduó en la escuela de música Taller de Músics en Barcelona.
Ha tocado con Slide Hampton, Tete Montoliu, Frank Foster, Teddy Edwards, Frank Wess, Bebo Valdez, Randy Brecker, Gary Smulyan, Dick Oatts, Jessie Davis, Dennis Rowland, Carmen Lundy, John Mosca, David Allen, Bobby Shew, y Judy Niemack, Scott Hamilton, Joel Frahm, Joe Magnarelli, Scott Robinson, Jon-erik Kellso, John Allred, Alan Vaché, Ralf Lalama, Nicholas Payton, Randy Brecker, Andrea Motis, Toni Belenguer, Rita Payés, David Mengual, David Xirgu, Èlia Bastida, Mike P. Mossman, Bart Van Lier, Alba Armengou, Lew Tabakin, J. María Farras, Perico Sambeat, Lluís Vidal, Enrique Oliver, Joan Monné, Ignasi Terraza, Josep Traver, etc. 
En 2006, Chamorro fundó la Sant Andreu Jazz Band, donde da clases a jóvenes músicos (de 7 a 21 años). Es el productor de la colección «Joan Chamorro Presenta» con algunos de los integrantes de la Sant Andreu Jazz Band, como Andrea Motis, Alba Armengou, Eva Férnandez, Rita Payés y Èlia Bastida. El disco Joan Chamorro presenta la Màgia de la veu» recibió el Premio Enderrock 2015 al mejor disco, y el disco Joan Chamorro presenta Rita Payés recibió el Premio Enderrock 2015 al mejor proyecto nuevo de jazz. En 2013, Ramón Tort realizó un documental sobre niños y música que es un retrato de Joan Chamorro y su proyecto musical, la Sant Andreu Jazz Band.
Chamorro también dirige el quinteto Andrea Motis & Joan Chamorro.
Joan Chamorro ha compartido su manera de trabajar y su filosofía por todo el mundo: Universidad de Stanford (EE. UU.), Medellín (Colombia), Marciac (Francia), Guadalajara y México DF (México), y en diferentes ciudades de Dinamarca, Suiza, Suecia, Polonia, Alemania, Francia, Italia, etc.

## Discografía

### Colección «Joan Chamorro Presenta»
- Joan Chamorro Presenta Andrea Motis (2010)
- Joan Chamorro Presenta Eva Fernandez (2013)
- Joan Chamorro Presenta Magalí Datzira (2014)
- Joan Chamorro Presenta Rita Payés (2014)
- Joan Chamorro Presenta La Màgia De La Veu (2014)
- Joan Chamorro Presenta Marc Martín (2015)
- Joan Chamorro Presenta Joan Mar Sauqué Vila (2016)
- Joan Chamorro Presenta La Magia De La Veu & Jazz Ensemble (2016)
- Joan Chamorro Presenta Èlia Bastida (2017)
- Joan Chamorro Presenta Joan Codina (2017)
- Joan Chamorro Presenta Alba Armengou (2019)
- Joan Chamorro Presenta Carla Motis (2019)
- Joan Chamorro Presenta Joana Casanova (2019)
- Joan Chamorro Presenta Jan Domenech (2019)
- Joan Chamorro Presenta Joan Martí (2020)
- Joan Chamorro Presenta Marçal Perramon (2020)

### Como director de la Sant Andreu Jazz Band
- Jazzing vol. 1 2009
- Jazzing vol. 2 2010
- Jazzing vol. 3 2011
- Jazzing vol. 4 2012 y 2013 (volumen doble)
- Jazzing vol. 5 (2014)
- Jazzing vol. 6 (2015) (volumen doble)
- Jazzing vol. 7 (2016)
- Jazzing vol. 8 (2017) (volumen triple)
- Jazzing vol. 9 (volumen triple)
- Jazzing vol. 10 (volumen triple)
- Jazzing vol. 11 (volumen cuádruple)

### Con Andrea Motis
- Feeling good (2012)
- Live at jamboree (2013) con Scott Hamilton
- Live at casa fuster (2014)
- Motis Chamorro bigband (2014)
- Motis Chamorro sextet & Sinfonica del Vallès (2013)
- Emotional dance impulse! (2016)
- Do outro lado do azul (Verve 2018)

### Con Rita Payès
- Lua Amarela (2016)

### Con Èlia Bastida
- The magic sound of the Violin (2019)
- Èlia Bastida meets Scott Hamilton (2021)
- Joan Chamorro New Quartet & Scott Hamilton (& Èlia Bastida, Alba Armengou y Carla Motis) (2019)

## Otros proyectos
- Miles tribute band (Joan Chamorro dirección) con miembros de la SAJB & Carles Benavent, Jordi Bonell, Llibert Fortuny y Joan Monné (2011)

### Colección Arreglistas
1. Joan chamorro grup play Alfons Carrascosa’s arrenjaments & Dick Oatts & Luigi Grasso, Joel Frahm (2016)
2. Joan chamorro octet play Luigi Grasso's arrenjaments & Pasqualle Grasso (2017)
3. Joan Chamorro plays Fredrik Carlquist, tribute LARS GULLIN (2019)

### Con otras formaciones
- Orquesta del Taller de Musics con Tete Montoliu (1988)
- Barcelona Hot Seven en el Monte Magica (1992)
- Barcelona Hot Seven con Carme Cuesta (1993)
- Big band de Bellaterra (Don.. t Git Sassy) (1997)
- Iruña Big Band (Cometa Halley) (1998)
- Big band de Bellaterra con Bebo Valdés (jazz suite n ¼ 1) (1998)
- Dexterity (Tribute to Dexter Gordon) (1998)
- Eladio Reinon supercombo (Canciones de Amor Latinas) (1999)
- Oriol Bordas big band con Jessy Davis (1999)
- Belén Alonso (Cut Losse) (2001)
- Big Band Jazz Terrassa & David Allyn (2002)
- Ramón Cuadrada Big Band (Paradises imparells) (2003)
- Nina 20 años y una noche (2003)
- Dani Alonso y invitados (The Streets of New Orleans) (2003)
- En la ciudad (BSO) (2003)
- Luis Coloma (boogieology) (2004)
- Dani Alonso group (2005)
- Jerry Gonzalez music for BIG BAND (2005)
- Fumanchú Jazz servents (2005)
- Big band jazz terraza & Judy Niemack (2005)
- Juana Rodríguez (speak low) (2006)
- Lluis Coloma (Lonely Avenue) (2006)
- Ana Finger (2006).
- Barcelona Jazz Orquesta de Dani Alonso & Nicholas Peyton (2008)
- Barcelona jazz orquestra  & PHIL WOODS  (our man Benny) (2010)
- Carles Bellot  (my soul, my feelings) (2010)
- Jazz corner  (gran hotel havana   (2011)
- Fredrik Carlquist  (playing cool) (2011),
- Locomotora negra (cova del drac sessions (2011)
- BAB de Alfons Carrascosa (invisible way  con Dick Oatts) (2010
- El 25 de Desembre SWING, SWING SWING  con Ignati terraza trio i el cor Vivaldi
- Big Latin (Pavana club) (2013)
- Perico Sambeat bigband (veus)  (2015)
- Fredik Carlquist (saxophone conversations) (2015)
- Martin Leiton bigband (2018)
- Èlia Bastida & Carlonia Alabau (MERAKI) (2021)

## Premios

### Con la Sant Andreu Jazz Band
1. Grupo considerado la mejor propuesta de jazz de 2009 en los Premios JAÇ
2. Décima Edición Premios Arc de la Música 2011, Premio Orquestas (a partir de 8 componentes)
3. Premis Alcia a la Sant Andreu Jazz Band (mejor proyecto educativo) 2021

### Con Andrea Motis & Joan Chamorro Grupo
1. Premio Arc de la Música en la categoría de artista revelación por votación popular …  Propuesta artística junto al músico Joan Chamorro.
2. Premio JAÇ 2011 per votación popular Andrea Motis & Joan Chamorro Group, mejor artista del año 2011
3. Joan Chamorro & Andrea Motis, Premios Altaveu.

«A Joan Chamorro, por el trabajo de extensión del jazz en jóvenes y nuevas hornadas de niños y jóvenes materializada en experiencias de éxito en directo y en grabación, que han desembocado en el descubrimiento tan notable de Andrea Motis como cantante y multiinstrumentista».
1. Mejor disco de jazz, en los Premios Enderrock 2014, por votación popular para Joan Chamorro presenta la magia de la veu.
2. Mejor disco de jazz como artista revelación en los Premios Enderrock 2014 para Joan Chamorro presenta Rita Payés

## Filmografía
1. Con la Sant Andreu Jazz Band: A Film about Kids and Music (Dirección de Ramón Tort) premio a la mejor película documental musical nacional y 14 premios internacionales.
2. Con Andrea Motis: Quiet Trumpet (Dirección de Ramón Tort)